# جايسون كنلان
جايسون كنلان (بالإنجليزية: Jason Conlan)‏ هو رسام كارتون نيوزيلندي، ولد في 1971 في نيوزيلندا.